# Aitor Monroy
Aitor Monroy Rueda (n. Madrid, 18 de octubre de 1987) es un futbolista español que juega en la demarcación de centrocampista para el CD Azuqueca de la Tercera División RFEF.

## Biografía
Tras jugar en las categorías inferiores del club, finalmente en 2004 hizo su debut como futbolista con la RSD Alcalá, donde jugó durante un año más. En 2005 se hizo con sus servicios el Club Atlético de Madrid, mandándole al Club Atlético de Madrid "C", y dos años después al equipo "B". En 2009 dejó la institución para fichar por dos años con el UD Logroñés. Aunque en su primera temporada con el club no pudo disfrutar de muchos minutos debido a una lesión. En 2011, al abandonar el club, el FC Ceahlăul Piatra Neamț de Rumania se interesó por él y le fichó para las tres próximas temporadas, llegando a jugar 62 partidos y marcando el único gol que ha hecho como futbolista profesional hasta la fecha. Finalmente en el mercado invernal de 2014 fue traspasado al CFR Cluj. En el mercado invernal de la siguiente temporada se fue al FC Sheriff Tiraspol de Moldavia.
En 2022, tras estar sin equipo, regresa a la RSD Alcalá que lo contrata en marzo de 2022.

## Clubes
| Club                        | País     | Año       | Partidos | Goles |
| --------------------------- | -------- | --------- | -------- | ----- |
| RSD Alcalá                  | España   | 2004-2005 |          |       |
| Club Atlético de Madrid "C" | España   | 2005-2007 |          |       |
| Club Atlético de Madrid "B" | España   | 2007-2009 | 42       | 0     |
| UD Logroñés                 | España   | 2009-2011 | 17       | 0     |
| FC Ceahlăul Piatra Neamț    | Rumania  | 2011-2014 | 62       | 1     |
| CFR Cluj                    | Rumania  | 2014-2015 | 32       | 0     |
| FC Sheriff Tiraspol         | Moldavia | 2015      | 12       | 0     |
| Maccabi Petah-Tikvah        | Israel   | 2015-2017 | 61       | 0     |
| FC Dinamo de Bucarest       | Rumania  | 2018      | 4        | 0     |
| Dunarea Calarasi            | Rumania  | 2019      | 4        | 0     |
| Dux Internacional de Madrid | España   | 2019      | 17       | 0     |
| Jamshedpur FC               | India    | 2019-2021 | 37       | 1     |
| RSD Alcalá                  | España   | 2022-2024 | 100      | 1     |
| CD Azuqueca                 | España   | 2024-     | 25       | 1     |

## Palmarés

### Campeonatos nacionales
| Título           | Club                | País     | Año  |
| ---------------- | ------------------- | -------- | ---- |
| Copa de Moldavia | FC Sheriff Tiraspol | Moldavia | 2015 |